# Escut de Belgrad
L'Escut de Belgrad, se'n fa menció per primera vegada l'any 1403, en els temps del fill de knez Lazar, el dèspota Stefan Lazarević, quan Belgrad es va convertir per primera vegada en la capital de l'Estat però no hi havia cap constància sobre el seu aspecte.
El següent escut data dels temps quan Belgrad va estar sota el poder hongarès - es va representar en el llibre heràldic "Fugersko Ogledalo časti" de 1555. Durant el poder turc, Belgrad no tenia escut, ja que els turcs no estaven familiaritzats amb aquests tipus de símbols. Quan els austríacs van conquerir la ciutat al segle xviii, el governador Alexander Wurttemberg va proposar, i el Consell Reial de Guerra va acceptar un nou segell el 1725. A la literatura es parla de l'escut de l'enciclopèdia Brockhaus i l'escut de l'enciclopèdia Larousse, així com un antic escut de la ciutat, però el seu aspecte es coneix per les impressions i gravats que hi ha escrits a la literatura. A part d'això, tots van ser atorgats a la ciutat per governadors estrangers.
La creació de l'actual escut de Belgrad va començar l'any 1931, quan l'alcalde va organitzar un concurs pels artistes. Els membres del comitè del concurs van ser reconeguts artistes, heràldics, professors universitaris, generals de l'exèrcit i consellers estatals. Al final, va guanyar la proposta de Đorđe Andrejević - Kun, que tenia totes les característiques exigides pel comitè.

## Descripció
És en forma de blasó, lleugerament puntiagut en la part inferior. Té tres colors nacionals - blau, blanc i vermell, que cada un té el seu significat simbòlic. Altres símbols com: el riu, símbol de poder primordial de Belgrad, el vaixell romà, símbol de l'antiguitat de la ciutat, les muralles blanques, símbol dels assentaments juntament amb la torre, símbol de la ciutat y la porta oberta que representa comunicació oberta. El terra entre dos rius és de color vermell, símbol de l'etern patiment de Belgrat. Els rius són de color blanc, d'acord amb les lleis de l'heràldica, i les muralles i la torre són de color blanc, ja que, Beograd vol dir, literalment "ciutat blanca". El cel és blau i el símbol de la fe i l'esperança d'un millor avenir.
Segons l'Estatut de la Ciutat de Belgrad, existeixen tres tipus d'escut: bàsic, mitjà i gran.
- L'escut bàsic té forma de blasó, de color blau, amb les muralles blanques i la torre, el terra de color vermell i dues franges blanques ondulades que representen els rius Sava i Danubi.[2]
- L'escut mitjà és igual que el bàsic però també té la corona d'or i la diadema decorada amb pedres precioses.[2]
- L'escut gran representa un àguila blanca amb la llengua i les potes de color daurat. En una pota hi té l'espasa de color plata amb el mànec de color daurat i pomes, i a l'altra hi té la branca d'olivera. En el seu pit hi ha l'escut bàsic, a sobre hi ha la corona i la diadema amb pedres precioses. A sota hi té una branca de roure amb el primer escut de la ciutat conegut en mig d'aquest. A cada costat de l'escut hi ha les medalles de la ciutat rebudes durant la seva història - a la dreta, la medalla de l'Estrella de Karađorđe amb espases de 4t grau i la Medalla de la Legió d'Honor francesa, i a l'esquerra, la Medalla d'Heroi Nacional i Creu de Guerra txecoslovac.[2]

Escut bàsic
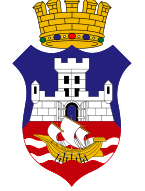
Escut mitjà